# Юхара, Хироки
Хироки Юхара (яп. 湯原祐希; 21 января 1984, Тиба — 28 сентября 2020, Токио) — японский регбист, выступавший на позиции хукера; многолетний игрок команды «Тосиба Брэйв Лупус».

## Биография
Окончил среднюю школу Касива и университет Рютцу Кэйдзай. С 2006 по 2020 годы был игроком команды «Тосиба Брэйв Лупус» на позиции хукера. 25 октября 2008 года дебютировал в Топ-Лиге матчем против «Ай-Би-Эм Биг Блю». В январе 2017 года провёл 100-й матч за команду, а всего сыграл 120 игр.
Привлекался в сборные Японии до 19 лет и до 23 лет. В сборной Японии дебютировал 1 мая 2010 года матчем в Тэгу против Республики Корея. Участник чемпионатов мира 2011 и 2015 годов: единственную игру на Кубках мира провёл 16 сентября 2011 года против Новой Зеландии (японцы проиграли 7:83). Последний матч сыграл 22 августа 2015 года против Уругвая в Фукуоке. Всего сыграл 22 матча за сборную и набрал 15 очков.
В 2019 году стал тренером нападающих клуба «Тосиба Брэйв Лупус». 28 сентября 2020 года во время тренировки ему стало плохо, и он был госпитализирован в больницу Западного Токио, где, несмотря на усилия врачей, скончался.